# Theogonin

16th century manuscript of Theogeny

Theogonin (grekiska: Θεογονία, Theogonía; 'gudarnas födelse') är ett verk på hexameter skrivet av Hesiodos omkring år 700 f.Kr. Theogonin handlar om släktskapet mellan gudarna i den grekiska mytologin, och är framställd som en invokation till Zeus och muserna. Theogonin inleder, efter Iliaden och Odysséen den förklassiska diktningen i den grekiska antikens litteratur.
Theogonin baseras på muntligt traderat stoff om kosmos tillblivelse, vilket Hesiodos har strukturerat som en berättelse. Verket används ofta som källa till den grekiska mytologin, men det är osäkert om Hesiodos framställning är en tillförlitlig källa för den allmänna uppfattningen, eller om han lagt till stoff. Det verkar finnas stor påverkan från annan, äldre mytologisk litteratur från Mellanöstern, framför allt hettitisk. Hesiodos framställer världen i tre generationer. Hesiodos skildring av striden mellan gudar och titaner alluderas ofta i konst och litteratur.
Theogonin finns översatt till svenska, av Ingvar Björkeson (Natur & Kultur 2003; inledning och kommentar av Sture Linnér), och Elof Hellquist (Gleerup, 1924).